# Матюты
Матю́ты (бел. Мацюты) — деревня в составе Добровского сельсовета Горецкого района Могилёвской области Республики Беларусь.

## Население
- 1999 год — 403 человека
- 2010 год — 306 человек